# Пилтдаунский человек

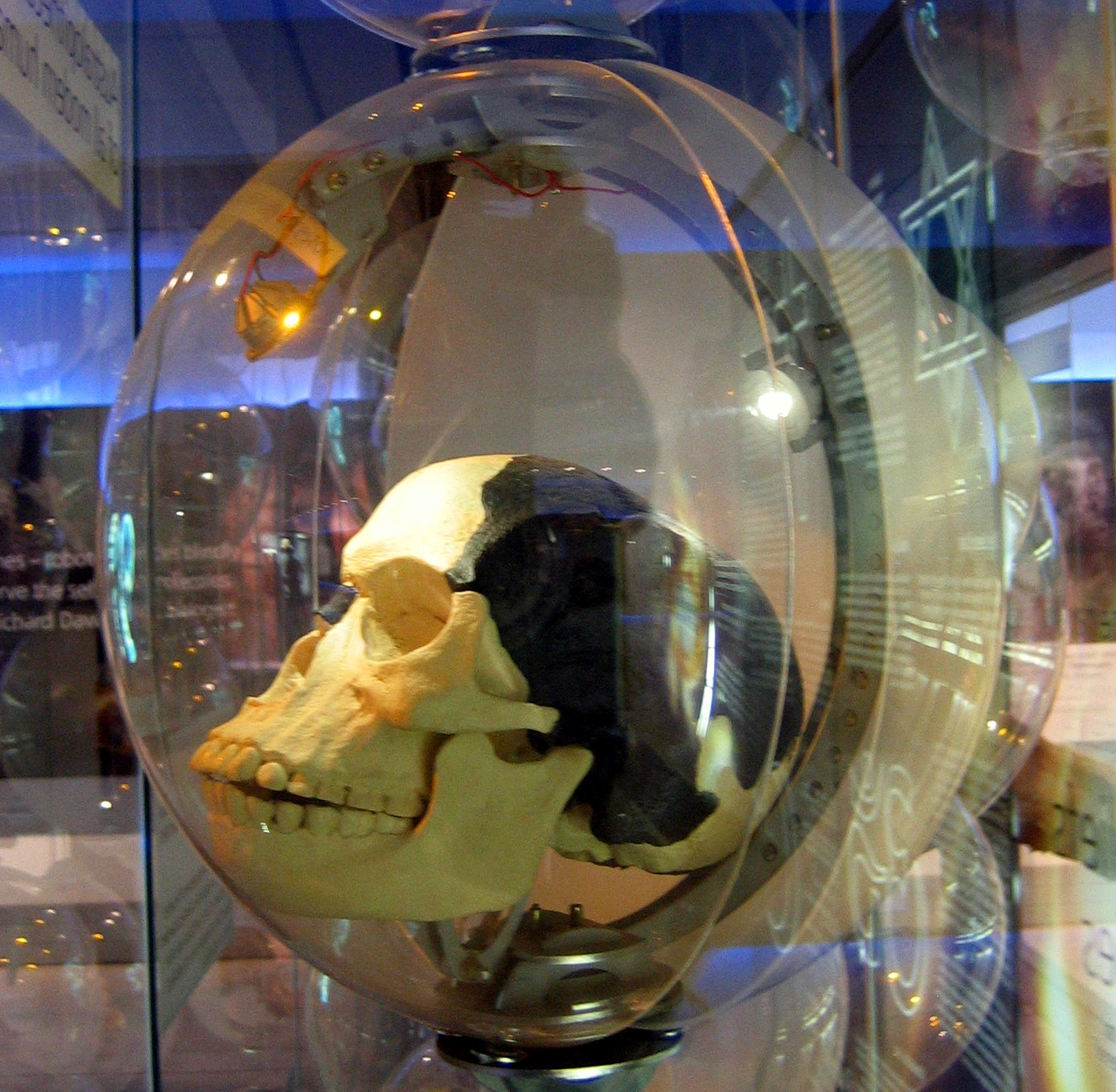
Копия черепа «пилтдаунского человека»

«Пилтда́унский челове́к», также «Пильтда́унский челове́к» (англ. Piltdown Man; Эоантроп) — одна из самых известных мистификаций XX века. Костные фрагменты (часть черепа и челюсть), обнаруженные в 1912 году в гравийном карьере Пилтдауна (Восточный Сассекс, Англия), были представлены как окаменелые останки ранее неизвестного древнего человека — «недостающего звена» в эволюции между обезьянами и человеком. В течение сорока лет образец оставался объектом споров, пока в 1953 году искусную подделку всё же не разоблачили и не установили, что это череп полностью развитого современного человека, намеренно соединённый с немного подпиленной нижней челюстью орангутана и обработанный бихроматом калия для имитации древней окраски. Вопрос об авторстве мистификации ещё до конца не решён, но главным подозреваемым считается адвокат и археолог-любитель Чарльз Доусон.

## История находки
15 февраля 1912 года Артур Вудворд, хранитель отдела геологии Британского музея, получил письмо от археолога-любителя Чарльза Доусона (Charles Dawson). Тот сообщал о своей находке в гравийном карьере в Пилтдауне — части массивного черепа человекоподобного существа. В мае Вудворд принялся её исследовать и в результате сделал вывод, что фрагмент принадлежал до сих пор не известному древнему человеку, и дал новому виду научное название «Eoanthropus dawsoni» («Человек Доусона»). Вместе с Доусоном летом он продолжил раскопки, найдя и другие свидетельства существования древнего «пилтдаунского человека»: ещё больше фрагментов черепа, челюсть с двумя зубами, разнообразные окаменелости животных и примитивные каменные орудия труда.

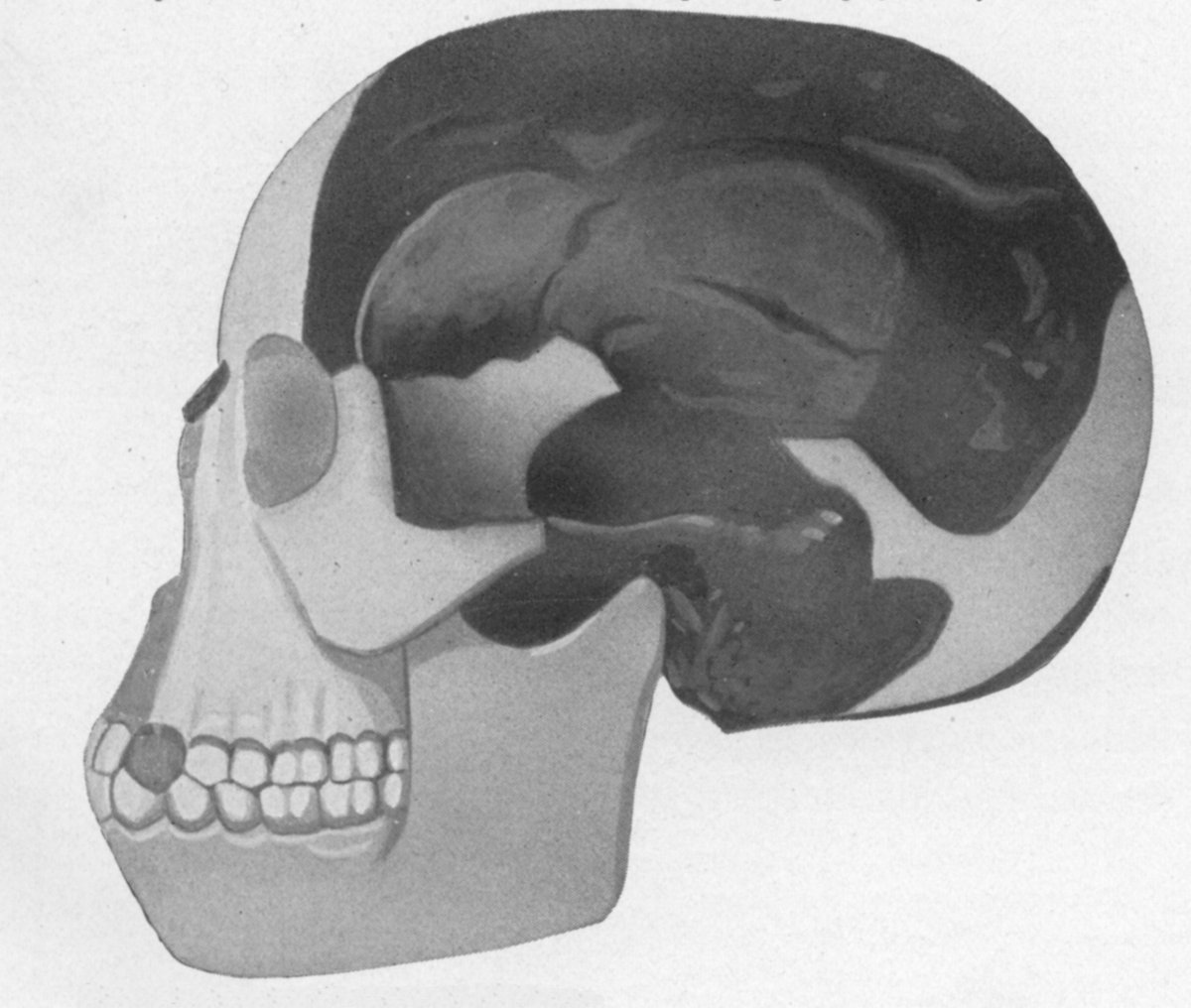
Реконструкция черепа «пилтдаунского человека» в исполнении Артура Вудворда

Считая, что найденные останки принадлежали одному человеку, Вудворд сделал реконструкцию черепа, и 21 ноября 1912 года газета «Манчестер Гардиан» опубликовала статью об «удивительном открытии в Сассексе», где, в частности, указывалось, что, вероятнее всего, существо, которому принадлежал череп, жило миллион лет назад и что это наиболее ранний предок человека, обнаруженный в Англии. Несколько недель спустя, 18 декабря 1912 года, на заседании Лондонского геологического общества об открытии «пилтдаунского человека» было объявлено мировому сообществу. Находка, заявленная как «недостающее звено» в эволюции между обезьяной и современным человеком, стала настоящей сенсацией.
Во время презентации Доусон рассказал историю открытия. В частности о том, что сам череп нашли, собственно, рабочие гравийного карьера, разбили его и разбросали обломки на участке. Большинство фрагментов, насколько это было возможно, впоследствии нашли. А кроме того, неподалёку от места находки черепа сам Доусон обнаружил половину нижней человеческой челюсти. Ещё было найдено два обломка коренного зуба слона плиоценовой эпохи и сильно сплющенный кончик зуба мастодонта — кроме зубов гиппопотама, бобра и лошади, фрагмента рога оленя.
После Доусона выступил Вудворд со своими выводами относительно найденного. Он содержательно доложил о строении черепа, при этом отметив, что тот имеет все основные черты рода Homo и объём мозга не менее 1070 см3. В речи, иллюстрированной диапозитивами и схемами, Вудворд сделал предположение, что образец принадлежит лицу женского пола, обосновал своё мнение о том, что её можно рассматривать как представителя до сих пор неизвестного вида Homo, и предложил новое название для него.
В дальнейшей продолжительной дискуссии учёные обратили внимание на то, что форма найденного черепа, строение ушей и височно-нижнечелюстного сустава характерны для существа противоположного человекообразному типу, в отличие от неандертальцев. С другой стороны, тогда шея должна быть приземистой и «обезьяноподобной», а форма подбородка — выступающая, как у собаки.
«Никто не сделал никаких научных тестов. Если бы их сделали, то сразу бы заметили химическое состаривание зубов и то, что они подточены. Было очевидно, что это ненастоящий артефакт. В высших научных кругах приняли его, потому что очень этого хотели».
Несмотря на это и другие имеющиеся противоречия, большинство учёных поддержали открытие Чарльза Доусона. По предположениям, это произошло потому, что на то время в палеонтологии Великобритании был застой и её практики от безысходности хотели верить в то, что наконец-то появилась уникальная и бесценная находка. Раскопки в пещере Кро-Маньон во Франции, в ущелье Неандерталь и в Гейдельберге в Германии дали миру впечатляющие находки древних людей. В Великобритании же не было совсем ничего, а пилтдаунское открытие давало учёным то, чего они хотели, — «самого первого англичанина» и доказательство того, что и Англия была важным звеном в формировании нашего вида. Кроме того, сыграли свою роль и расистского толка суждения о том, что наиболее ранние находки ископаемых человеческих останков должны быть сделаны именно в Западной Европе как якобы «наиболее прогрессивном» регионе мира.
Чарльз Доусон продолжил раскопки со своим другом, священником иезуитом Пьером Тейяром де Шарденом, который учился палеонтологии и геологии. Именно он 30 августа 1913 года и нашёл клык, который, по мнению Вудворда, бесспорно принадлежал обнаруженной ранее челюсти. Впоследствии, в 1914 году, был найден ещё один артефакт — древнее орудие труда, вырезанное из кости ископаемого слона. Завершила картину последняя находка, сделанная Доусоном в начале 1915 года на расстоянии около двух миль от предыдущих, в Шеффилдском парке, — два окаменелых обломка человеческого черепа и коренной зуб, которые, по его предположению, принадлежали ещё одной особи Eoanthropus dawsoni. Немного погодя он ещё обнаружил часть нижнего коренного зуба представителя до сих пор неопределенного вида носорогов. Информацию о найденном Вудворд обнародовал не сразу, а гораздо позже — в 1917 году, через пять месяцев после смерти Доусона от сепсиса в августе 1916 года. После этого никаких других доказательств существования «пилтдаунского человека» уже никогда обнаружено не было.

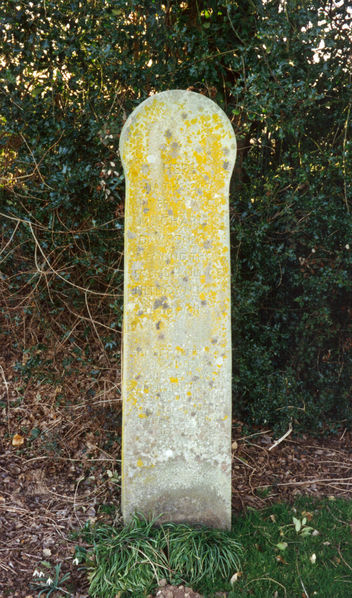
Мемориал на месте находки черепа «пилтдаунского человека»

24 июля 1921 года Британский музей посетил президент Американского музея естествознания Генри Файрфилд Осборн, который до того имел большие сомнения относительно ценности открытия. Но, осмотрев пилтдаунские находки, он также признал их: «Каким бы парадоксальным это ни было, тем не менее это правда…»
На месте находки Чарльза Доусона в Пилтдауне 23 июля 1938 года был установлен мемориальный камень. Во время его открытия британский антрополог Артур Кит (Arthur Keith), который в своё время был одним из главных скептиков, выступил с речью. Он заявил, что это большая честь для него, и отметил важность работы Чарльза Доусона.

## Разоблачение
С самого начала реконструкция черепа «пилтдаунского человека» в исполнении Вудворда вызвала много сомнений. В частности, Артур Кит ещё во время первого показа 18 декабря 1912 года высказал мнение о том, что височно-нижнечелюстной сустав черепа подобен суставу современного человека и «обезьяноподобный» клык несовместим с ним. Впоследствии, в июне 1913 года, со слепков пилтдаунских фрагментов, которые поступили в Музей Английского королевского хирургического колледжа, он самостоятельно смоделировал череп и обнаружил, что черепной полости в реконструкции Вудворда ещё к тому же и не хватает минимум 250—300 см3. А. Кит изложил свои соображения сначала в узком кругу учёных, среди которых был и его давний друг, профессор анатомии из Манчестера, Графтон Эллиот Смит. Но единственным, кого он смог тогда убедить, был британский зоолог Эдвин Рей Ланкестер. Это не остановило Артура Кита, и он, отстаивая своё мнение, указал на анатомические несоответствия в реконструкции Вудворда зарубежным ученым, участникам Международного медицинского конгресса, который проходил в августе 1913 года в Лондоне, и напечатал соответствующий материал в «Таймс». Такие действия вызвали возмущение научного сообщества Великобритании, а Эллиот Смит разорвал дружбу с Китом.
Впрочем, позже к Артуру Киту присоединился анатом Дэвид Уотерстон (David Waterston), который 13 ноября 1913 года высказал свои критические замечания относительно пилтдаунской находки в публикации журнала Nature и сделал вывод, что челюсть практически идентична шимпанзе, а фрагменты черепа по сути имеют человеческий облик, а потому было бы нелогично считать, что они могли принадлежать одной особи.
В 1915 году американский зоолог Герит Смит Милер опубликовал результаты более детального изучения слепков пилтдаунских образцов с выводом о том, что челюсть принадлежит ископаемому шимпанзе. Впоследствии такая точка зрения получила значительную поддержку и среди других учёных, в частности французского палеонтолога Марселлена Буля.
И наконец, в 1923 году немецкий анатом Франц Вейденрейх (Franz Weidenreich), проанализировав остатки, сообщил, что это череп современного человека и челюсть орангутана с подпиленными зубами.
Кроме того, останки древних людей, найденные в последующие годы в Африке, Китае, Индонезии и других частях Азии и Европы, не свидетельствовали о наличии большого мозга и обезьяноподобной челюсти, как у «пилтдаунского человека». Наоборот, они наводили на мысль о том, что сначала челюсть и зубы приобрели человекоподобный вид, а уже потом значительно развился и мозг. Когда разногласий стало слишком много, чтобы их можно было игнорировать, и появились новые методы исследований, пилтдаунские остатки снова начали анализировать.
В 1949 году английский антрополог Кеннет Окли (Kenneth Page Oakley) провёл серию тестов фторного анализа найденных окаменелостей, которые показали, что находкам, вероятно, не более 50 000 лет. После этого для более тщательного изучения материалов к Окли присоединились представители Оксфордского университета: антрополог Вилфрид ле Грос Кларк (Wilfrid Le Gros Clark) и анатом Джозеф Вайнер (англ. Joseph Weiner). Совместными усилиями они выяснили, что пилтдаунские фрагменты черепа и челюсти принадлежали двум разным видам — человеку и обезьяне, вероятнее всего, орангутану. Царапины на поверхности зубов, которые видны под микроскопом, указали на то, что они были подточенны снизу, чтобы больше быть похожими на человеческие. Ученые также обнаружили, что большинство находок из пилтдаунского карьера были искусственно состарены и окрашены под цвет местного гравия. Из всего этого они сделали вывод, что «пилтдаунский человек» — это наглая подделка и изысканный научный обман, о чём и сообщили общественности 30 ноября 1953 года публикацией в «Таймс».

## Составляющие находки
Как выяснилось со временем, для мистификации «пилтдаунского человека» был создан целый ряд фальшивых археологических находок.
| Фрагменты черепа                        | Всего было найдено 5 фрагментов черепа. Их коричневую окраску объяснили наличием железа в гравийном карьере. | На сегодня считается, что фрагменты были искусственно окрашены с использованием сульфата железа и их возраст составляет лишь около 1 тыс. лет.                                                                                |
| Челюсть и зубы                          | Сама челюсть не похожа на человеческую, но в сочетании с зубами внешне подобна челюсти, найденной в 1907 году в Гейдельберге и датированной 500 тыс. лет назад.                                                       | В 1953 году выяснилось, что челюсть и зубы, вероятно, принадлежали орангутану, а зубы были подточены, чтобы быть близкими к человеческим.                                                                                     |
| Клык                                    | Клык, найденный в августе 1913 года, по размеру был средним между обезьяньим и человеческим, а значит, подтвердил статус «пилтдаунского человека» как промежуточного звена в эволюции. Также имел коричневую окраску. | В 1955 году тесты подтвердили, что клык, вероятно, был окрашен пигментом, известным как коричневый вандейк. |
| Реконструированный череп                | Реконструкции черепа, сделанные из аналогичных фрагментов Вудвордом и Китом, значительно отличались и стали объектом длительных споров в научных кругах.                                                              | В 1953 году было обнаружено, что находкам значительно меньше лет, чем предполагалось, а также что фрагменты черепа и челюсти принадлежат двум разным видам.                                                                   |
| Орудия труда                            | Найденный в 1914 году обломок кости ископаемого слона с признаками обработки человеком был представлен как орудие труда для рытья.                                                                                    | Сейчас установлено, что орудие было изготовлено с помощью стального ножа. |
| Каменные орудия и окаменелости животных | Найденные многочисленные зубы животных и орудия труда из кремня стали доказательством того, что «пилтдаунский человек» работал с использованием инструментов, и указывали на его рацион питания.                      | В 1953 году с помощью тестов выяснили, что находки происходят не из Пилтдауна, а кремни искусственно окрашены. Также вызвало подозрения, что при таком количестве зубов ископаемых животных не найдено никаких других костей. |

## Хронология
- 1908 — найдены первые фрагменты черепа «пилтдаунского человека», или, по крайней мере, так утверждает Чарльз Доусон
- 1911 — Доусон находит остальные фрагменты черепа, а также различные окаменелости животных, каменные орудия труда
- 1912
  - 14 февраля — Доусон пишет письма Вудворду относительно первых фрагментов черепа
  - 24 мая — Доусон встречается с Вудвордом и показывает ему находки
  - 2 июня — Доусон, Вудворд и де Шарден начали раскопки в Пилтдауне и нашли ещё один фрагмент черепа
  - летом — найдена челюсть с коренными зубами
  - 21 ноября — газета «Манчестер Гардиан» опубликовала статью о пилтдаунской находке
  - 18 декабря — на заседании Лондонского геологического общества официально объявлено об открытии «пилтдаунского человека»
- 1913
  - 30 августа — Пьер Тейяр де Шарден находит клык
  - 13 ноября — Дэвид Вотерстон в журнале Nature опубликовал свой вывод о том, что челюсть принадлежит шимпанзе, а фрагменты черепа — человеку
- 1914 — найдено древнее орудие труда, вырезанное из кости ископаемого слона
- 1915 — Доусон находит в Шеффилдском парке фрагменты черепа и коренного зуба ещё одной особи Eoanthropus dawsoni
- 1915 — Герит Смит Миллер опубликовал свой вывод о том, что челюсть принадлежит ископаемому шимпанзе
- 1916, 10 августа — от сепсиса умирает Чарльз Доусон
- 1917 — Вудворд обнародует информацию о найденных фрагментах ещё одной особи Eoanthropus dawsoni
- 1921, 24 июля — Генри Файрфилд Осборн осмотрел пилтдаунские находки и признал их
- 1923 — Франц Вайденрайх сообщил, что найденный череп принадлежал современному человеку, челюсть — орангутану, и что зубы были подпилены
- 1938, 23 июля — на месте находки Чарльза Доусона в Пилтдауне установлен мемориальный камень
- 1944, 2 сентября — умирает Смит Вудворд
- 1949 — Кеннет Окли проводит серию тестов по данным фторного анализа найденных окаменелостей и доказывает, что пилтдаунским находкам не более 50 000 лет
- 1953 — Вилфрид ле Грос Кларк, Джозеф Вайнер и Кеннет Окли разоблачили обман
- 1953, 21 ноября — Лондонский музей естествознания официально объявляет, что «пилтдаунский человек» — это мистификация
- 2003 — Майлз Рассел[англ.] обличает и другие археологические подделки Чарльза Доусона

## Выяснение авторства мистификации и подозреваемые

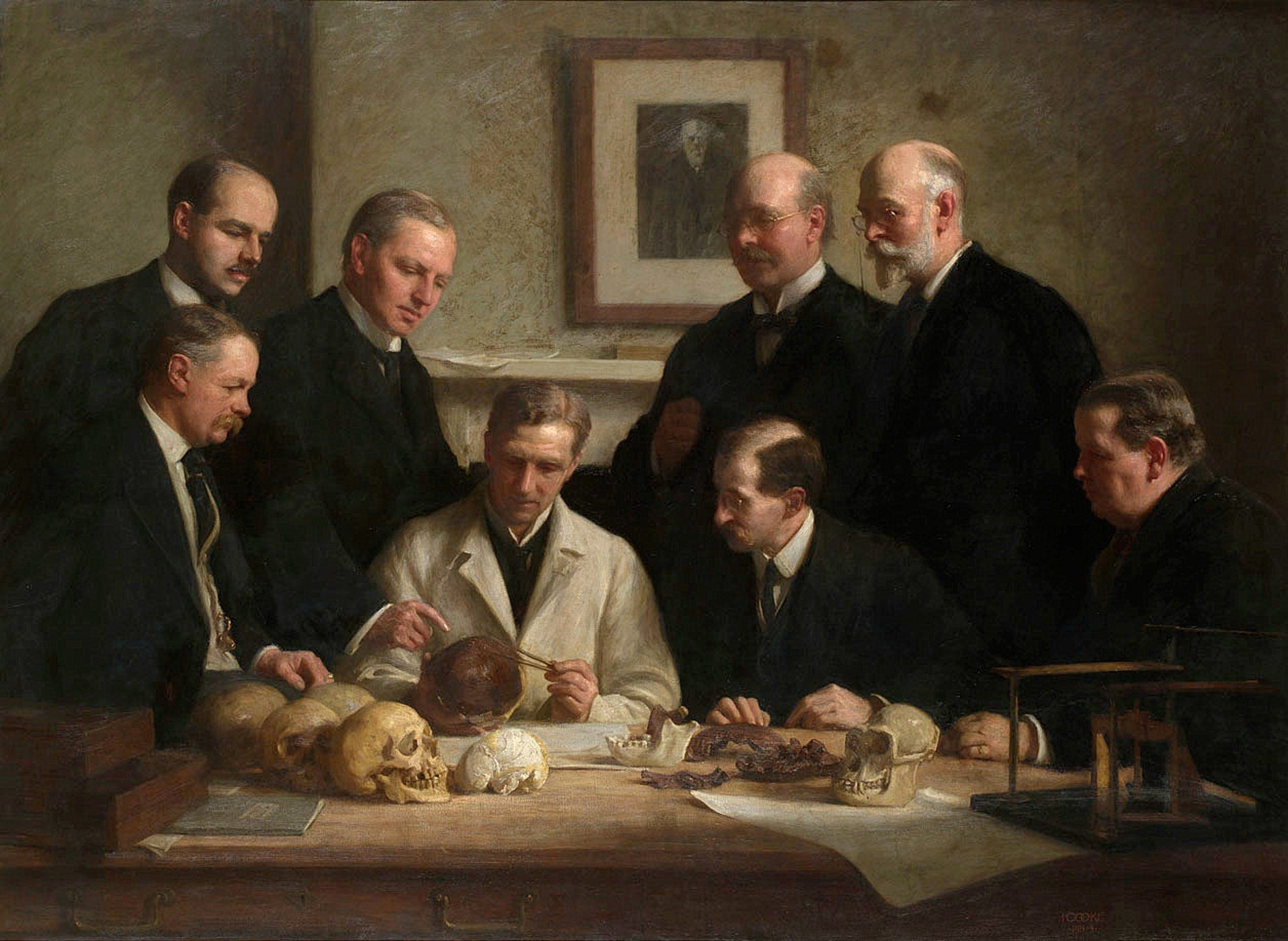
Портрет основных действующих лиц пилтдаунской истории на фоне портрета Чарльза Дарвина (художник Джон Кук, 1915). В центре Артур Кит (сидит, в белом халате); слева от него Чарльз Доусон и Артур Вудворд (стоят), А. С. Андервуд (сидит); справа от Кита — Ф. О. Барлоу и Г. Е. Смит (стоят), В. П. Пайкрафт и сэр Ланкастер (сидят).

До сих пор окончательно не установлено, кто именно и из каких побуждений совершил подделку «пилтдаунского человека». Ключевыми подозреваемыми считаются: Чарльз Доусон, Артур Вудворд, Пьер Тейяр де Шарден, Мартин Хинтон и Артур Конан Дойл.
- Чарльз Доусон (1864—1916) — адвокат и археолог-любитель, который и обнаружил первые фрагменты «пилтдаунского человека», главный подозреваемый. Предполагается, что он мог действовать как самостоятельно, так и вместе с сообщниками. После его смерти никаких других доказательств в пользу «пилтдаунского человека» найдено не было. Более того, Доусон за годы своей жизни нашёл и много других окаменелостей, и по меньшей мере 38 из них впоследствии тоже признали фальшивками. Археолог Майлз Рассел (Miles Russell), который исследовал жизнь и деятельность Чарльза Доусона, пришел к такому выводу[5]:

Пилтдаун был не «одноразовой» мистификацией, а скорее кульминацией работы всей жизни
- Сэр Артур Смит Вудворд (1864—1944) — палеонтолог, хранитель отдела геологии Британского музея, член Лондонского королевского общества. Он презентовал «пилтдаунского человека» мировому сообществу, хотя недостаточно хорошо разбирался в этом — его основной специализацией были ископаемые рыбы. После выхода на пенсию в 1924 году он переехал в Сассекс и продолжил раскопки в поисках доказательств в пользу «пилтдаунского человека». Смит Вудворд имел возможность совершить мошенничество, но в это мало кто верит[20].
- Мартин Хинтон (1883—1961) — зоолог-волонтёр, работал со Смитом Вудвордом в Британском музее, когда были найдены пилтдаунские артефакты. В музее всегда существовало предположение, что осуществить обман мог кто-то из собственных работников Вудворда из мести к нему. И, как известно, у Хинтона был спор со Смитом Вудвордом о неуплаченном вознаграждении за свою работу. Подозрение пало на зоолога после находки 1978 года. На чердаке, над помещением, которое занимал Мартин Хинтон в должности хранителя музея зоологии в период с 1936 по 1945 годы, был найден его старый сундук. В нём обнаружили кости и зубы, состаренные и окрашенные аналогично пилтдаунским, а некоторые вырезаны таким же образом, как и найденное в своё время древнее орудие труда из кости ископаемого слона. Ещё несколько состаренных зубов были в старой жестянке для табака[20][21]. В связи с этим в настоящее время существует несколько версий относительно Мартина Хинтона, а именно:
 — существовало два мистификатора — Доусон и Хинтон, которые работали отдельно[6], и Хинтон был автором подделки орудия труда из кости ископаемого слона, которое умышленно подбросил учёным, чтобы вызвать недоверие к «пилтдаунскому человеку»[22];
 — Хинтон подозревал Смита Вудворда и самостоятельно исследовал возможности искусственного состаривания и покраски костей[20][22];
 — Хинтон был соучастником тех событий и помогал в изготовлении пилтдаунских подделок[20][21].

«То были времена, когда палеонтология заслужила быть предметом шуток или подозрений».
- Пьер Тейяр де Шарден (1881—1955) — священник-иезуит, который учился палеонтологии и геологии, помогал Доусону и Вудворду в пилтдаунских раскопках и нашёл там клык нижней челюсти. Некоторые исследователи считают его причастным к фальсификации, в частности Луис Лики был настолько в этом уверен, что в 1971 году отказался приехать на симпозиум, организованный в честь французского священника[24]. Подозревать де Шардена в причастности к обману стал в 1979 году и известный американский палеонтолог Стивен Гулд. Тщательно изучив письма священника, он выявил ряд несоответствий и непоследовательностей в его высказываниях относительно пилтдаунских находок. По предположениям Стивена Гулда, Пьер Тейяр де Шарден знал о фальшивках Доусона или даже помогал в их создании[25].
 В 2012 году южно-африканский палеонтолог Фрэнсис Теккерей (Francis Thackeray) сделал предположение, что Тейяр де Шарден был одним из мистификаторов в деле «пилтдаунского человека», но имел в виду просто шутку, которую, несмотря на это, научная общественность восприняла вполне серьёзно[6][26]. Теккерей также утверждает, что существует письмо о пилтдаунской находке, написанное де Шарденом, и что письмо хранится в банке с указанием об обнародовании только после смерти всех лиц, причастных к открытию[27].
Есть и сторонники версии о том, что Пьер Тейяр де Шарден был «жертвой» и что его обманули, как и всех других[28][29].

— Ну, а кости?
 — Первую он извлёк из рагу, вторую смастерил собственными руками. Нужны только известная смекалка да знание дела, а тогда всё что угодно сфальсифицируешь — и кость и фотографический снимок.
— А может быть, дикарь решил разыграть с нами милую шуточку? — сказал Саммерли. — С таких элементарных развлечений, вероятно, начинается развитие человека.
- Сэр Артур Конан Дойл (1859—1930) — автор «Затерянного мира» и «Шерлока Холмса», бывший врач и коллекционер окаменелостей. Он в своё время жил рядом с Пилтдауном и был знаком с Чарльзом Доусоном. Исследователи обнаружили много точек соприкосновения между вымышленными приключениями в «Затерянном мире» и пилтдаунским обманом. При этом роман был напечатан задолго до обнародования Доусоном находки и не обнаружено никаких подтверждений того, что писатель посещал пилтдаунские раскопки раньше той даты (Дойл закончил роман и отослал его в издательство в декабре 1911 года, в апреле 1912 г. он уже вышел в печать, а Доусон сделал официальное заявление по поводу открытия лишь в декабре 1912 года). Это натолкнуло исследователей на мысль, что Конан Дойл был причастен к пилтдаунскому делу, или даже больше: что именно он и является автором мистификации[30].
Одним из вероятных мотивов Конан Дойла исследователи считают месть научному сообществу. Писатель увлекался спиритизмом, и это привело к его конфликту с наукой и противостоянию с представителями противоположных взглядов — материалистами, или, как их называл сам Дойл, «деструктивными и высокомерными эволюционистами». Мошенничество с «пилтдаунским человеком» и дальнейшее его разоблачение имели целью унизить и поставить под сомнение профессионализм учёных и вообще всю их деятельность и убеждения[20][21][30]. Но вместе с тем защитники Конан Дойла уместно отмечают, что если это действительно так, то тогда с его стороны нелогично было молчать и не объявить о своем триумфе[6].

18 декабря 2012 года тайне «пилтдаунского человека» исполнилось уже 100 лет, и по этому случаю Геологическим обществом Лондона была проведена специальная конференция. На ней историки, геологи и антропологи обсуждали спорные взгляды современных учёных относительно находки и пути возобновления работы по анализу пилтдаунского материала с использованием новейших технологий, поскольку окончательно и достоверно не установлено, по каким мотивам и кто именно совершил подделку. Хотя исследования все ещё продолжаются, учёные считают, что они собрали достаточно доказательств, чтобы сузить перечень из более чем 15 подозреваемых, обвиняемых в мошенничестве, в том числе известного писателя Артура Конан Дойла, до одного человека — Чарльза Доусона, археолога-любителя, который первым обнаружил кости.

## Влияние на дальнейшие исследования антропогенеза
Мистификация «пилтдаунского человека» имела существенное влияние на ранние исследования эволюции человека. В частности, она заставила пойти ложным путём и дала подтверждение существовавшей на то время в научных кругах теории о том, что вначале имело место развитие мозга, а после него развилась и челюсть, адаптировавшись к новым видам пищи. Вместе с тем, окаменелости древних людей, обнаруженные в других регионах, свидетельствовали об обратном: совершенствование органов и строения тела предшествовало увеличению объёма мозга. И из-за этого в течение нескольких десятилетий учёные не могли окончательно склониться в пользу одной из версий.

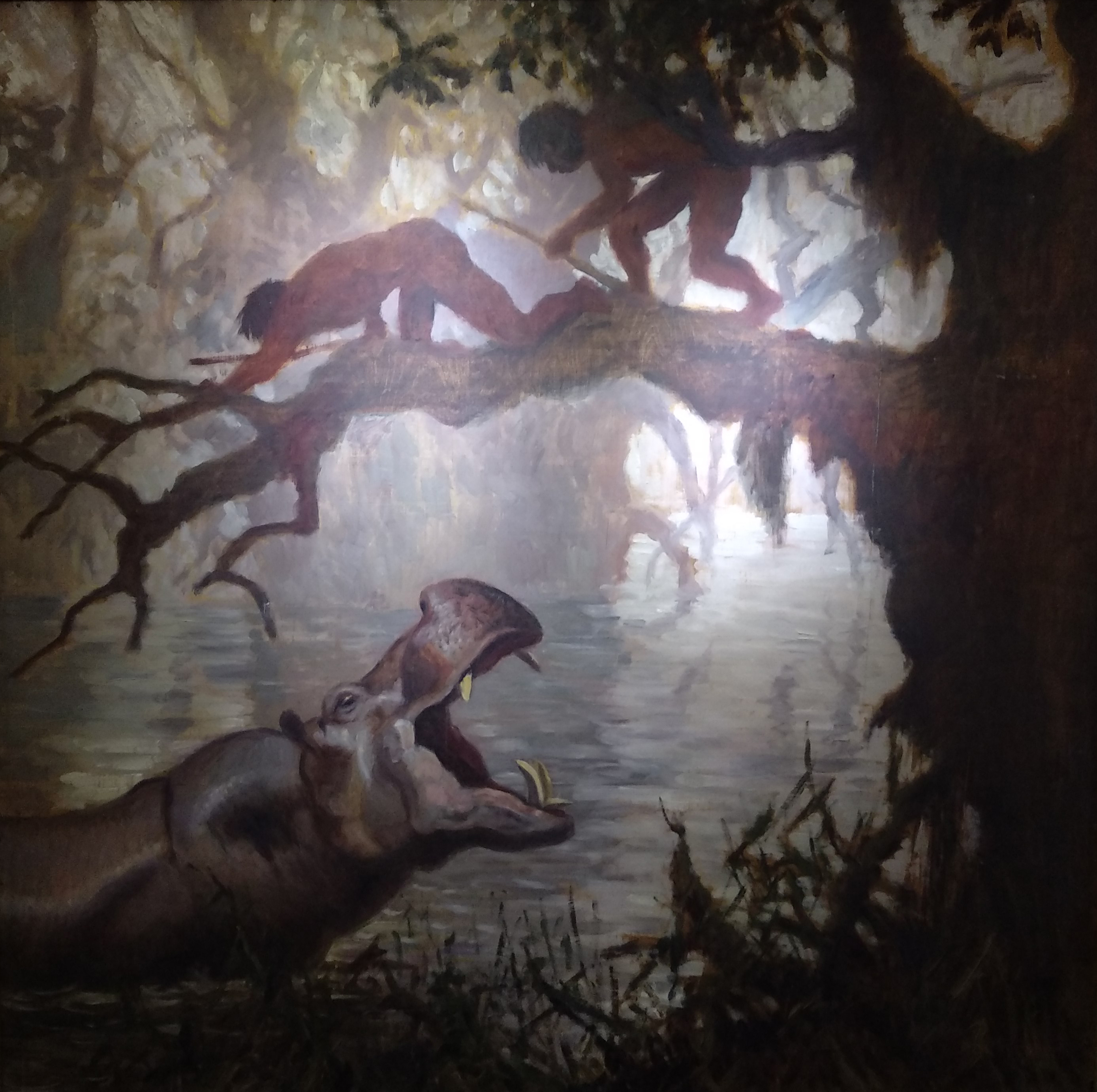
«Пильтдаунский человек с бегемотом» (1948), художественная реконструкция, созданная Константином Флёровым для Дарвиновского музея

За пределами Великобритании многие учёные с самого начала критически относились к «пилтдаунскому человеку» и сомневались в его подлинности по целому ряду причин: 1) он не вписывался в остальные находки предков человека и противоречил вытекающей из них картине эволюции человека; 2) череп и челюсть были найдены отдельно друг от друга; 3) череп был слишком похож на череп современных людей, а нижняя челюсть — на челюсть шимпанзе. В частности, в советских учебниках 1920-40-х годов «пилтдаунскому человеку» уделялось незначительное внимание и в основном ему давалась скептическая оценка:

Вокруг этого «человека зари» загорелись многочисленные споры. Одни учёные доказывали, что могло быть такое существо с обезьяньей нижней челюстью и человеческим черепом; другие им возражали и говорили, что здесь нашли остатки двух существ: во-первых, человека, который жил в послеледниковое время и ничем особенным от нынешних людей не отличался; и, во-вторых, обезьяны, очень похожей на шимпанзе, которая обитала в пределах Англии гораздо раньше — в конце третичного времени, значит, ещё до наступления ледников. Все эти споры ещё не закончены, и окончательного решения вопроса об этой интересной находке пока ещё нет.— Гремяцкий М. Происхождение человека (1925)

Также особняком стоит череп так называемого пильдаунского человека, найденный недавно в Англии: при высоком развитии черепного свода он снабжен челюстью, очень близкой к челюсти шимпанзе; так как череп и челюсть были найдены отдельно, то явилось сомнение в их принадлежности одному организму.— Милькович Н. Жизнь и история Земли (1928)

Этот палеолитический человек представляет большую загадку, если приписать остатки черепа и нижнюю челюсть одному и тому же существу, что многими оспаривается.— Павлова М. Палеозоология (1929)

Вызвавшая в последние годы много споров нижняя челюсть, которая была найдена в наносных слоях гравия, вероятно, плейстоценового возраста близ Пильтдауна (Piltdown) в Англии, или так называемая «пильтдаунская нижняя челюсть» («Piltdown Unterkiefer»), по Геррит Миллеру (Gerrit S. Miller, 1915), принадлежит «древнему шимпанзе».— Вебер М. Приматы (1936)
В учебнике антропологии под редакцией В. В. Бунака (1941 г.) на 350 страницах «пилтдаунскому человеку» уделён только один абзац в примечаниях к описанию гейдельбергской челюсти:

Большую древность приписывали эоантропу (Eoanthropus Dawsoni), от которого в Англии в 1911 и в 1915 гг. были найдены остатки двух черепов; найденная вместе с первым черепом нижняя челюсть, по мнению Г. Миллера, принадлежит «древнему шимпанзе» (Pan vetus).— Бунак В., Нестурх М., Рогинский Я. Антропология (1941)
В статье «Пилтдаунский человек» из Большой Советской Энциклопедии от 1940 года по поводу данной находки подводится следующий итог:

Противоречивость данных о П.ч., неполнота находки, неопределённость геологич. датировки не позволяют пока решить вопрос о значении пилтдаунского человека в эволюции человека.— Синельников Н. Пилтдаунский человек // Большая советская энциклопедия. Т. 45. М.: ОГИЗ РСФСР, Гос. ин-т «Советская энциклопедия». 1940. С. 364-365.

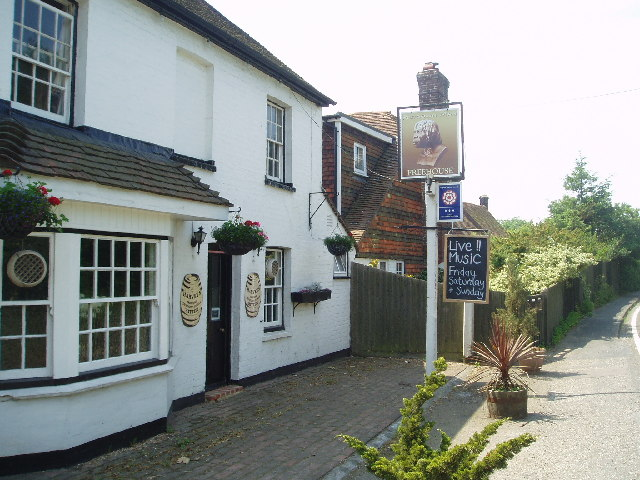
Бывший паб «Пилтдаунский человек» (Piltdown Man) в Пилтдауне

В целом, на исследования и дебаты вокруг «пилтдаунского человека» потрачено огромное количество времени и усилий: по оценкам, на эту тему было написано более 250 статей. Но сейчас интерес поутих, и место находки, которое когда-то считалось одним из важнейших в эволюционной истории, тоже уже не имеет такой популярности, как раньше. Даже местный паб, который до того имел название «Пилтдаунский человек» (Piltdown Man), в 2011 году сменил владельцев, интерьер и меню, а, главное, восстановил старое название — «Ягнёнок» (Lamb), и по оценкам посетителей, эти изменения были к лучшему. Одним из проявлений ироничного отношения современников, в том числе и самих британцев, к этой теме является использование музыкантом Майком Олдфилдом в одном из своих самых популярных альбомов «Трубчатые колокола» (Tubular Bells) «пения» «пилтдаунского человека». Решив, что в одном из отрывков альбома не хватает вокала, он, выпив достаточно много виски, записал свои вопли и крики, обработанные через вокодер, и назвал их вокалом пилтдаунского человека. Как заметил Джозеф Вайнер, один из обличителей мистификации, «„пилтдаунский человек“ потерял своё место в приличном обществе».
Несмотря на тот факт, что мистификация была опровергнута учёными как не вписывающаяся в картину эволюционного развития человека, случай с «пилтдаунским человеком» часто используется креационистами для критики научных представлений о предках современных людей.

## Влияние на учебную литературу
Упоминания «пилтдаунского человека» в учебной и учебно-справочной литературе встречаются даже после того, как факт подделки был признан научным сообществом. Например, статья «Человек» в выпущенной в 2000 году «Большой школьной энциклопедии» (раздел «Биология») сообщает, что в ледниковый период существовали три расы, которые отличались от современного человека: «гейдельбергский человек, пилтдаунский человек и неандертальский человек».

## Современные исследования
После конференции в Лондонском геологическом обществе, проведенной 18 декабря 2012 года по случаю 100-й годовщины открытия, группа из 15 учёных начала исследования пилтдаунских находок с использованием новейших технологий. Планируется, что тесты будут продолжаться несколько месяцев и помогут точно установить, к каким именно видам относятся части черепа, где они находились до раскопок и их настоящий возраст. Также учёные надеются наконец обнаружить автора мистификации.
Так, с помощью анализа ДНК учёные планируют точно определить, к какому именно виду относятся пилтдаунские находки, в частности фрагменты челюсти от орангутана, поскольку сегодня геном этого биологического вида уже известен. Изучение изотопов отдельных элементов находки может указать на место их происхождения, а радиоуглеродное датирование должно показать реальный возраст образцов.
Также при помощи современных методов надеются установить и личность мистификатора. Спектроскопия искусственно состаренных фрагментов укажет, какие именно химические вещества для этого были использованы. И если для всех элементов применялся один и тот же метод, то преступник, вероятнее всего, — Чарльз Доусон, поскольку последние артефакты из Шеффилдского парка он нашёл самостоятельно. Если же выяснится, что методы были разные, то причастным может быть и Мартин Хинтон (после смерти у него обнаружили более десятка костей и зубов, окрашенных аналогично пилтдаунским), а также Пьер Тейяр де Шарден (нашёл клык к челюсти).